# Vila Jacuí
Vila Jacuí est un district situé dans la zone est de la ville de São Paulo.
L'un des campus de l'Universidade Cruzeiro do Sul est situé à Vila Jacuí, en face de la Praça Fortunato da Silveira. À cet endroit se trouvent également le Forum régional de São Miguel Paulista et la sous-préfecture de São Miguel Paulista.
Le district de Vila Jacuí, avec les districts de São Miguel Paulista et Jardim Helena, constitue le territoire de compétence de la sous-préfecture de São Miguel Paulista.
Le quartier de Vila Jacuí est en croissance rapide avec de nombreux restaurants, bars, clubs et nouvelles petites entreprises.

## Quartiers
- Bairro do Limoeiro
- Conjunto Araucária
- Jardim Alto Pedroso
- Jardim da Casa Pintada
- Jardim das Camélias
- Jardim Pedro José Nunes
- Jardim Planalto
- Jardim Ruth
- Jardim Santa Maria
- Jardim Santana
- Jardim São Carlos
- Parque Cruzeiro do Sul
- União de Vila Nova
- Vila Amália
- Vila Carolina
- Vila Jacuí
- Vila Monte Santo
- Vila Norma
- Vila Reis
- Vila Santa Inês
- Vila Síria

## Districts et municipalités limitrophes
- Cumbica - Guarulhos (Nord)
- Ermelino Matarazzo (Ouest)
- Itaquera (Sud)
- Ponte Rasa (Ouest)
- São Miguel Paulista (Est)